# Heiligkreuzkirche (Erlach)

Evangelische Heiligkreuzkirche von Erlach auf einem Werk von Johann Friedrich Reik, angefertigt zwischen 1874 und 1902

Die evangelische Heiligkreuzkirche von Erlach, einem Ortsteil des Stadtteils Gelbingen der Stadt Schwäbisch Hall, ist ein historischer Sakralbau.

## Geschichte
Die Kirche diente einst als Pfarrkirche unter Comburger Patronat und wurde später zur evangelischen Filialkirche umgewandelt. Hall hatte bereits im 14. Jahrhundert Besitz in Erlach und kaufte den Ort im 16. Jahrhundert komplett auf, unter anderem vom Kloster Comburg. Die Pfarrei in Erlach war die Mutterpfarrei von Gelbingen, Eltershofen und Untermünkheim. Das Patronat über die Kirche hatte schon 1248 Comburg. Es ging 1314 an die Haller Eberhart über und wurde später von diesen zurückgegeben. 1422 wurde die Kirche, die seit 1376 unter dem Patrozinium zum Heiligen Kreuz stand, dem Kloster Comburg inkorporiert. Nach der Reformation wurde sie evangelisch.
2013 wurden Gelder für die Außenrenovierung der Kirche bewilligt.

## Beschreibung

Konsolfigur in der Friedhofsmauer

Es wurde diskutiert, ob es sich bei dem Bauwerk um eine Wehrkirche handelt.
Das verputzte einschiffige Bruchsteinbauwerk mit Quaderfassung ist gotisch auf romanischer Grundlage. Es steht auf einer Anhöhe östlich des Kochers.
Die Kirche besitzt eine Apsis mit zweiteiligem gotischem Fenster, einen Chorvorbau und einen Turm auf der Nordseite. Im unteren Teil dieses Turmes, der als Sakristei eingerichtet wurde, befinden sich ein Längstonnengewölbe sowie eine Spitzbogenpforte zum Chor hin. Die oberen Turmgeschosse weisen nur Schlitzfenster auf. Die Glocken sind mit dem Haller Wappen und dem Spruch SOLI DEO GLORIA verziert; eine der drei Glocken trägt außerdem das Datum 1660.
Das Kirchenschiff ist mit einer Flachdecke mit Hängewerk versehen und besitzt auf der Nordseite nur einige schmale Fenster, auf der Südseite außer einem schmalen und einem zweiteiligen hochgotischen Fenster auch zwei Pforten, von denen die eine rundbogig ist und wahrscheinlich aus der Zeit der Renaissance stammt. Die andere Pforte ist gotisch und besitzt am Gewände ein Stab- und Kehlenprofil. Zur Ausstattung gehören ein romanischer Taufstein in Pokalform, eine Kanzelsanduhr auf einem schmiedeeisernen Gestell und die Mensa eines Seitenaltares.
In der Apsis sind spätgotische Fresken erhalten geblieben; der Chor weist ein gotisches Gewölbe mit Kreuzrippen und Rosettenschlussstein auf. An der Südseite befindet sich ein zweiteiliges hochgotisches Fenster.
Im Fußboden des Kirchenschiffs befindet sich eine Grabplatte eines Geistlichen aus dem 15. Jahrhundert. Ein weiterer Grabstein wurde außen an der Kirchenwand angebracht. Er stammt aus dem späten 16. Jahrhundert und erinnert an einen evangelischen Pfarrer.
Die Kirche ist von Friedhofsmauern mit Schießscharten und Gräbern umgeben. Die Pforte des Kirchhofes stammt aus dem Jahr 1517. Ein Steinbild in der Mauer zeigt die etwa 80 Zentimeter hohe Figur eines Mannes, der die Hände auf die Knie stützt. Eugen Gradmann vermutete darin eine Trägerfigur, wohingegen es sich einer jüngeren Theorie nach vielleicht um den ursprünglichen Heiligen der Kirche handelt. Hier wird auch auf die mäßige Qualität dieses Bildnisses eingegangen, das als „auch nicht so fürchterlich“ beschrieben wird.